# Alan Dugan
Alan Dugan (Brooklyn, 12 febbraio 1923 – Hyannis, 3 settembre 2003) è stato un poeta statunitense.

## Biografia
Tra il 1961 e il 2001, Alan Dungan pubblicò sette raccolte di poesie intitolate semplicemente Poems, ciascuna dedicata alla moglie Judith Shahn. La prima raccolta gli valse il Premio Pulitzer per la poesia e il National Book Award, mentre per l'ultima, Poems Seven: New and Complete Poetry, vinse un secondo National Book Award nel 2001.
È morto all'età di ottant'anni nel 2003.

## Opere
- Poems (1961)
- Poems 2 (1963)
- Poems 3 (1967)
- Poems 4 (1974)
- Poems Five: New and Collected Poems (1983)
- Poems Six (1989)
- Poems Seven: New and Complete Poetry (2001)